# The Dream of Red Mansions
The Dream of Red Mansions (chinês: 红楼梦) é uma série de televisão chinesa de 2010, produzida por Han Sanping e dirigida pelo diretor Li Shaohong. É uma nova adaptação do clássico romance do século XVIII O Sonho da Câmara Vermelha. A série, composta por 50 episódios, estreou em 6 de julho de 2010 em 9 redes terrestres em toda a China.

## Enredo
Depois que sua mãe sucumbe à doença, a doente Lin Daiyu é enviada por seu pai para a família de sua mãe — a família Jia. Ela conhece sua avó, primos, tias, tios e outros parentes. Daiyu é tímida e delicada e compartilha uma afinidade com seu primo Jia Baoyu. Jia Baoyu cresceu cercado de mulheres e não se interessa por assuntos familiares. Ele tem um caso com sua empregada Hua Xiren e sonha com várias mulheres da família Jia, como Qin Keqing (irmã do melhor amigo de Baoyu, Qin Zhong). Ele também brinca com as suas empregadas Qingwen e Sheyue, e suas irmãs, e primas Jia Tanchun, Jia Yingchun, Jia Xichun e Shi Xiangyun.
A família Jia é corrupta, devido à irmã mais velha de Baoyu, Jia Yuanchun, ser uma consorte do Imperador. Jia Yuanchun depois visita sua família no jardim Daguanyuan na mansão. A família Jia também tem relações com outras famílias notáveis em Jinling, como as famílias Xue e Wang. Wang Xifeng é a tia de Daiyu e Baoyu e é conhecida por ser agressiva e peculiar. Wang Xifeng não gosta das concubinas de seu marido e uma delas, Segunda Irmã You, comete suicídio consumindo ouro. Xue Baochai é a colega de brincadeiras de Baoyu e Daiyu, seu irmão é conhecido por ser um vilão corrupto na cidade. O irmão de Baochai, Xue Pan até mata um homem para comprar uma escrava chamada Xiangling. No entanto, sua mãe tia Xue, não interfere.
Daiyu e Baoyu, aos poucos, se apaixonam e Baoyu quer se casar com ela. No entanto, sua mãe Lady Wang, a mãe do pai, a avó Jia, e outros parentes escolhem Xue Baochai como sua esposa. Daiyu ouve isso e inesperadamente adoece. Após o casamento, Daiyu sucumbe à dor e Baoyu fica desiludido com sua vida. Ao mesmo tempo, a irmã mais velha de Baoyu, Yuanchun, morre e a família cai em desgraça com a família imperial. Seus escândalos de dívida e corrupção são conhecidos e a família Jia é severamente punida. A maioria dos servos vai embora e a esperança diminui.
A avó Jia falece na frente de toda a família após lamentar a ascensão e queda da família Jia. Wang Xifeng morre miseravelmente e sua filha Jia Qiaojie é vendida como concubina para um velho. Para resgatar Qiaojie, o servo de confiança de Xifeng, Ping'er, dá Qiaojie à Vovó Liu — uma visitante da casa há vários anos. As meninas da família Jia são forçadas a se casar com famílias mais ricas e sofrer sua morte. Baoyu deixa a família com dois homens misteriosos que são mostrados no início da série. Baochai fica sozinho com Lady Wang, esperando o dia de Baoyu voltar.

## Elenco
- Yang Yang como Jia Baoyu
  - Yu Xiaotong como o jovem Jia Baoyu
- Jiang Mengjie como Lin Daiyu
  - Lin Miaoke como o jovem Lin Daiyu
- Michelle Bai como Xue Baochai
  - Li Qin como o jovem Xue Baochai
- Yin Yezi como Xue Baoqin
  - Xu Lu como o jovem Xue Baoqin
- Yao Di como Wang Xifeng
- Yang Mi como Qing Wen
- Zhao Liying como Xing Xiuyan
- Huang Xuan como Xue Ke
- Song Yi como Xiangling
- Tsai Chin como Avó Jia
- Ding Li como Jia Tanchun
- Ma Xiaocan como Shi Xiangyun
- Zhang Di como Jia Yingchun
- Xu Xing como Jia Xichun
- Tang Yifei como Qin Keqing
- Cheng Yuanyuan como Ping'er
- Ye Linlang como Vovó Liu
- Li Yan como Xiren
- Gao Liang como Jia Lian
- Gua Ah-leh como Lady Wang
- Wu Xiaodong como Jia Yun
- Yang Junyong como Jia Rong
- Wang Fuli como Lady Xing
- Jia Ni como Lady You
- Gao Yang como Miaoyu
- Cai Feiyun como Yuanyang
- Xu Huanshan como Jia Zheng
- Xuan Lu como Xue Yan
- Kan Qingzi como She Yue

## Produção
A série foi uma das séries de TV chinesas mais caras já feitas, custou RMB 118 milhões (US $17,55 milhões). Ao contrário da versão de 1987, esta série adapta a versão Cheng-Gao. A série de 2010 reproduz grandes segmentos do diálogo pré-moderno de Pequim do livro, muitas vezes na íntegra. Outra característica é o uso pesado de uma voz masculina recitando grande parte da narrativa do livro.
O diretor foi originalmente programado para ser Hu Mei, mas Hu entrou em conflito com os produtores sobre a seleção do elenco, e foi substituído por Li Shaohong em outubro de 2007. A série de TV de 2010 enfrentou polêmica sobre seu elenco, o estilizado, penteado inspirado em kunqu, bem como uma imprensa geralmente negativa após sua estreia em 6 de julho.

## Recepção
O remake de 2010 foi polêmico desde o início, já que a versão de 1987 foi muito aclamada e poucos críticos estavam convencidos de que uma versão moderna corresponderia ao seu antecessor. Após uma chamada de elenco altamente divulgada, o diretor Hu Mei foi substituído por Li Shaohong em 2007. Li gerou mais polêmica ao adotar um penteado estilizado inspirado em kunqu (apelidado de "cabeças cunhadas" 铜钱头/銅錢頭 (Tóngqián tóu) por internautas) para ela membros femininos do elenco, conforme aconselhado pelo diretor de arte de Hong Kong, Ye Jintian. Muitos espectadores acham o penteado grotescamente irreal.
A resposta à série após sua estreia foi mista, mas foi amplamente negativa. Foi criticado por alguns jornais, com um referindo-se a ela como uma versão pré-moderna do drama de ídolos pop Meteor Garden. O público expressou consternação com o uso da música, e o uso de maquiagem também foi criticado. Alguns estudiosos do Redologist expressaram sua decepção com a atuação um tanto juvenil e a adaptação do roteiro. A diretora Li estava sob enorme pressão devido ao feedback negativo e desabou durante uma coletiva de imprensa em Pequim realizada em 7 de julho de 2010, seu aniversário.

## Prêmios e indicações
| Ano  | Prêmio                           | Categoria           | Trabalho indicado | Resultado | Ref. |
| ---- | -------------------------------- | ------------------- | ----------------- | --------- | ---- |
| 2010 | 2º Prêmio Drama de TV da China   | Melhor Produtor     | Li Xiaowan        | Venceu    |      |
| 2010 | 2º Prêmio Drama de TV da China   | Melhor Nova Atriz   | Jiang Mengjie     | Venceu    |      |
| 2011 | Seoul International Drama Awards | Prêmio Ator Popular | Yu Xiaotong       | Venceu    |      |